# Küldetés

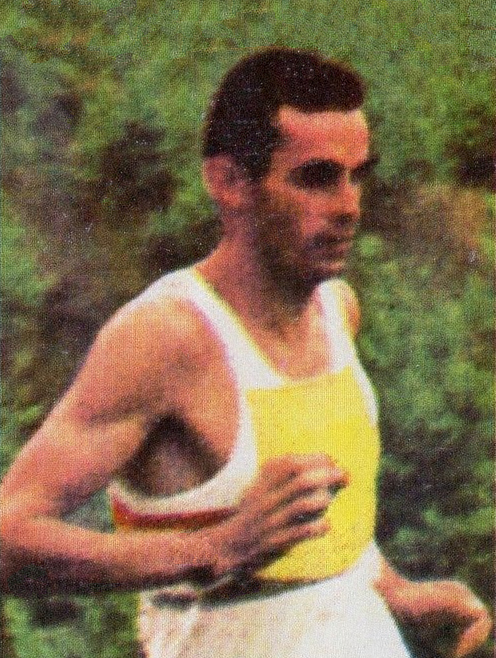
András Balczó en 1972

Küldetés (Portrait d'un champion) est un film hongrois documentaire réalisé par Ferenc Kósa, sorti en 1977 et dont le sujet est András Balczó, champion olympique de pentathlon moderne en 1972 à Munich. Après 3 semaines d'exploitation et un accueil favorable, il fut retiré des salles par György Aczél (en) à cause de sa critique du socialisme.

## Fiche technique
- Titre : Küldetés
- Titre polonais : Misja
- Titre allemand : Der Auftrag
- Titre international : Portrait of a champion
- Réalisation : Ferenc Kósa
- Genre : documentaire
- Scénario :
- Musique :
- Photographie : János Gulyás Ferenc Káplár
- Montage : Zoltán Farkas
- Production : Magyar Filmlaboratórium Vállalat, Tibor Dimény
- Pays d'origine : Hongrie
- Format : Noir et blanc - Mono
- Durée : 92 minutes
- Date de sortie : Hongrie : 19 mai 1977

## Distribution
- András Balczó